# キューバ共産党
キューバ共産党（キューバきょうさんとう、スペイン語: Partido Comunista de Cuba、略称: PCC）は、キューバ共和国の支配政党。
党の指導原理としてマルクス・レーニン主義とホセ・マルティ思想を掲げている。
キューバ憲法第5条では「キューバ共産党は、社会及び国の優れた指導力」と規定され、共産党の一党独裁体制が敷かれている。

## 概要
1925年に結成され、コミンテルンの指導下にあった。1930年代後半にはフルヘンシオ・バティスタ将軍の政権に閣僚を送り込み、右傾路線から1944年には党名を人民社会党（Partido Socialista Popular, PSP）に改名した。グラウ、プリオと続いた真正革命党政権を経て、1952年にクーデターによってバティスタが再び権力を握ると、これに反対した人民社会党は非合法化された。人民社会党は、キューバ革命の中で多くの対立を内包しつつもフィデル・カストロを初めとした7月26日運動（M26）と共闘し、革命後合法化された。
革命政権は次第に社会主義・反米路線を取るようになり、1961年のピッグス湾事件以降それは明確となり、フィデル・カストロはキューバ革命を「社会主義革命」と宣言した。同年に人民社会党は7月26日運動などと合併しキューバ社会主義革命連合党（Partido Unido de la Revolución Socialista de Cuba, PURSC）を結成、1965年にキューバ共産党の党名に戻った。以後、フィデル・カストロが第一書記として共産党の指導者となった。
1975年に第一回党大会開催。その後も1980年、1986年、1991年、1997年と大会は開催されている。
党機関紙は「グランマ」。1955年、フィデル・カストロらがメキシコから革命を起こすため再度キューバに上陸した際のヨット「グランマ号」にちなむ。
2006年7月にフィデル・カストロは病気療養のため弟のラウル・カストロに国家評議会議長（国家元首）・閣僚評議会議長（首相）職を暫定的に委譲した。フィデル・カストロ自身が2011年3月に発表した記事によると、このとき党第一書記職も辞任したという。
2008年2月に招集された人民権力全国会議（国会）において、フィデル・カストロは正式に国家評議会議長兼閣僚評議会議長を辞任した。2011年4月、14年ぶりに党大会が開催された。この第6回党大会において市場原理を部分的に導入した経済改革案が承認された。また2008年に国家元首の地位から退いたフィデル・カストロは、正式に第一書記も退任し、弟ラウルを後継にした。
2018年4月19日、ラウルは国家評議会議長および閣僚評議会議長を退任し、後継としてミゲル・ディアス＝カネルが就任した。事実上の指導者である第一書記はラウルが引き続き務めることになったが、2019年の憲法改正で国家評議会議長・閣僚評議会議長に代わって大統領・首相職が復活し、個人に集中していた権力の分散が進められた。
2021年4月19日、ラウルは第一書記を退任し約60年におよぶカストロ政権は終焉を迎えた。第一書記は大統領のカネルが引き継いだ。
大胆に市場経済化を進めている中国共産党やベトナム共産党に比べ、伝統的なマルクス・レーニン主義に忠実である。ソ連崩壊後、部分的に外資を導入するなど経済改革に着手したが、中国やベトナムのようなドラスティックなものではない。

## 機構
党員は2022年時点で約50万人（推定）。5年に一度招集される党大会が最高機関。共産党中央委員会を中心に第一書記を含む14名から構成される政治局を最高指導機構とし、書記局を党の日常業務の処理機構とする。

### 現在の党中央委員会委員構成
2021年4月19日の第8回党大会で選出された幹部は以下の通り。
- 中央委員会第一書記：ミゲル・ディアス＝カネル

#### 中央委員会政治局
- 政治局員：ミゲル・ディアス＝カネル、マヌエル・マレロ、サルバドール・バルデス・メサ（英語版）、エステバン・ラソ・エルナンデス（英語版）、ロベルト・モラレス・オヘダ、アルバロ・ロペス・ミエラ（英語版）、ブルーノ・ロドリゲス・パリージャ（英語版）、ウリセス・ギラルテ・デ・ナシミエント、マルタ・アヤラ・アビラ、テレサ・アマレル、ラザロ・アルバレス・カサス、ホセ・リカルド・ゲラ、グラディス・マルティネス・ベルデシア

#### 中央委員会書記局
- 党中央委員会組織書記：ロベルト・モラレス・オヘダ、ロジェリオ・ポランコ・フエンテス、ジョエル・ケイポ・ルイス、ホセ・モンテアグド、フェリックス・ドゥアルテ・オルテガ、ホルヘ・ブロチェ・ロレンソ

### 党中央委員会の下部組織
- 青年共産主義者同盟（英語版）：党員の活動を支援する組織。
- キューバ労働者中央同盟（英語版）：共産党と各市町村の連携支援団体。
- キューバ女性連盟（英語版）：働く女性の推進支援団体。ラウル・カストロとその妻であるヴィルマ・エスピン（英語版）によって、設立された。
- 革命防衛委員会（英語版）：反革命活動の監視団体。
- ホセ・マルティ・パイオニア組織（英語版）：スカウト運動推進団体。